# Glenea wiedenfeldi
Glenea wiedenfeldi é uma espécie de escaravelho da família Cerambycidae. Foi descrita por Per Olof Christopher Aurivillius em 1911 e está conhecido na Papúa Nova Guiné.